# Association européenne des festivals de musique
L’Association européenne des festivals de musique est une organisation non gouvernementale créée à Genève en 1952 par Denis de Rougemont.

## Membres
Afrique du Sud
- National Arts Festival Grahamstown (en)

Allemagne
- Festival Mitte Europa (de)
- Festivals de Berlin (de)
- Audi Sommerkonzerte
- Mosel Musikfestival (de)
- Rheingau Musik Festival Konzertgesellschaft mbH
- Usedomer Musikfestival (de)

Arménie
- Festival international de musique "Perspectives" de Erevan

Autriche
- Festival Bruckner de Linz

Belgique
- BOZAR festival
- Festival international du film de Flandre
- Fédération des festivals de musique en Flandre (FMiV)[1]
- Festival de Wallonie

Bosnie-Herzégovine
- Printemps de Mostar
- Festival international d'hiver de Sarajevo

Bulgarie
- Festival international March Music Days de Ruse
- Festival international de musique Varna Summer

Corée du Sud
- Festival de musique de l’île de Jeju

Croatie
- Festival d'été de Dubrovnik
- Biennale musicale de Zagreb

Émirats arabes unis
- Festival d’Abou Dabi

Espagne
- Festival de Música de Canarias
- Festival international de musique Cantonigròs
- Semana de Música Religiosa
- Festival Internacional de Música y Danza de Granada
- Festival Internacional de Música Castell de Peralada
- Festival International de Santander
- Association espagnole des festivals de musique classique
- Torroella de Festival International de Musique de Montgrí
- Festival Internacional de Música y Danza "Ciudad de Úbeda '

Estonie
- Festivals de musique d’Estonie

Finlande
- Finlande Festivals

France
- Festival d'Aix-en-Provence
- France Festivals[2]
- Chorégies d'Orange
- Festival d'automne à Paris
- Réseau européen de musique ancienne[3]

Géorgie
- Festival International de Théâtre de Tbilissi

Grèce
- Dimitria festival

Hongrie
- Centre de Festival de Budapest

Islande
- Festival des arts de Reykjavik

Irlande
- Association irlandaise des événements du Festival

Israël
- Israël Festival, Jérusalem

Italie
- Festival pianistico internazionale di Brescia e Bergamo
- Emilia Romagna festival
- ItaliaFestival
- Festival della Valle d'Itria
- Festival classique du Tyrol du Sud - Merano Musikwochen
- Rossini Opera Festival
- Festival de Ravenne
- Settimane musicali di Stresa e del lago Maggiore[4]
- MITO SettembreMusica
- Settimane musicali al Teatro Olimpico

Japon
- Festival international d’Osaka

Lettonie
- Festival de Riga

Liban
- Festival international de Baalbek
- Festival de Beiteddine
- Beirut Chants festival (festival de musique sacrée)[5]
- Festival Al Bustan[6]

Lituanie
- Festival de Vilnius

Luxembourg
- Festival international Echternach
- Festival de Wiltz

Macédoine
- Festival d'été d'Ohrid

Malte
- Festival des Arts de Malte

Mexique
- Festival internacional Cervantino

Monténégro
- Festival international de musique "A Tempo"

Pays-Bas
- Conférence européenne des promoteurs de la nouvelle musique
- Rotterdam Festivals

Norvège
- Festival international de Bergen
- Norvège Festivals

Pologne
- Festival de Pâques Ludwig van Beethoven  (Wielkanocny Festiwal L. van Beethoven (pl)) (Cracovie)
- Festival international de musique « Chopin et son Europe »
- Festival international d'oratorios et de cantates Wratislavia Cantans

Portugal
- Estoril festival / Semaines musicales de l'Estoril

Royaume-Uni
- British Arts Festivals Association
- Edinburgh International Festival
- BBC Proms

Roumanie
- Festival international George Enescu
- Festival européen des arts du spectacle Timișoara - Nouveau Festival de théâtre roumain

Russie
- Festival artistique international A. Sakharov
- Festival de ballet classique Alla Chelest
- Festival international des arts d'hiver à Sotchi
- Festival des nuits blanches

Serbie
- BEMUS - Belgrade Music Festival
- BELEF - Festival d'été de Belgrade
- Association serbe des festivals

Slovaquie
- Festival de musique de Bratislava (Bratislavské hudobné slávnosti (sk)

Slovénie
- Festival de Ljubljana

République tchèque
- Concentus Moraviae Festival international de musique des 13 communes
- Association tchèque des festivals de musique
- Festival international de musique Leoš Janáček (Brno)
- Festival du Printemps de Prague

Suède
- Festival d'opéra et de ballet de Drottningholm[7]
- Festivals de musique de Suède

Suisse
- Culturescapes[8]
- Festival Menuhin de Gstaad
- Festival de Lucerne
- Festival international de musique Sion Valais
- Swissfestivals[9]

Turquie
- Festival international de musique d'Ankara
- Festival international d'opéra et ballet Aspendos
- Festival international D-marin Turgutreis de la musique classique
- Festival International de Bursa
- Istanbul Music Festival
- Festival International Izmir
- Mersin Festival International de Musique